# マーク・オメーラ
マーク・オメーラ（Mark O'Meara, 1957年1月13日 - ）は、アメリカ・ノースカロライナ州出身のプロゴルファーである。1998年にマスターズと全英オープンで優勝し、メジャー大会年間2冠を獲得した。世界ランキング自己最高位は2位。アメリカPGAツアーで通算16勝、国際試合で8勝を挙げる。日本ゴルフツアーでも1985年の「フジサンケイクラシック」と1992年の「東海クラシック」で優勝がある。2015年に世界ゴルフ殿堂入りした。

## プロフィール
13歳からゴルフを始め、1980年にプロ入り。1981年にルーキー・オブ・ザ・イヤーを受賞。1984年に「グレーター・ミルウォーキー・オープン」でPGAツアー初優勝。1985年に日本の「フジサンケイクラシック」で優勝し、7年後の1992年に「東海クラシック」で日本ゴルフツアー2勝目を挙げた。1998年のマスターズで最終日に「67」（5 アンダー）の好スコアを出し、フレッド・カプルス、デビッド・デュバル、ジム・フューリクらの追撃を振り切って初優勝を飾る。伝統のグリーン・ジャケット授与式でオメーラを待っていた大会前年優勝者は、忘れ難い最年少優勝記録を樹立したタイガー・ウッズだった。（22歳のウッズは8位タイに終わった。）オメーラは全米オープンでは32位にとどまったが、全英オープンで最終日にブライアン・ワッツ（アメリカ）とイーブンパー（E, 280ストローク）で並び、ワッツとのプレーオフを制してメジャー大会年間2冠を獲得した。全米プロゴルフ選手権でも4位に入り、10月中旬の「シスコ世界マッチプレー選手権」で優勝した時は、36ホールの決勝でウッズに土壇場から逆転勝ちしている。この年はPGAツアーの「年間最優秀選手」（Player of the Year）の選考で、メジャー大会年間2冠獲得のオメーラか、年間賞金ランキング1位（賞金王）のデビッド・デュバルのどちらを選出するかで難航したが、オメーラが初の年間最優秀選手に輝いた。
アメリカツアーでは1998年の全英オープンを最後に優勝から遠ざかっているが、2004年3月にアラブ首長国連邦のドバイで開かれた「ドバイ・デザート・クラシック」で6年ぶりの優勝を挙げた。2007年から、オメーラは50歳以上の選手を対象とする「チャンピオンズツアー」に転戦を開始した。
オメーラの自宅はフロリダ州オーランドにあり、タイガー・ウッズの家とは100メートルほどしか離れていない。そのため、オメーラはウッズにとって最大の親友である。ツアーでもオメーラとウッズは行動をともにすることが多い。現在ではオメーラの名前は「ウッズの親友」として最もよく知られるようになった。

## プロ優勝 (34)

### PGAツアー優勝 (16)
| Legend                  |
| Major championships (2) |
| Other PGA Tour (14)     |

| No. | 年月日       | トーナメント                           | スコア          | パー | 打差    | 2位（タイ） |
| --- | ------------ | -------------------------------------- | --------------- | ---- | ------- | --- |
| 1   | Sep 16, 1984 | グレーター・ミルウォーキー・オープン   | 67-68-69-68=272 | −16  | 5打差   | トム・ワトソン |
| 2   | Feb 3, 1985  | ビング・クロスビー・ナショナルプロアマ | 70-72-68-73=283 | −5   | 1打差   | 新井規矩雄, ラリー・リンカー, カーティス・ストレンジ                                                                                                 |
| 3   | Feb 10, 1985 | ハワイアン・オープン                   | 67-66-65-69=267 | −21  | 1打差   | クレイグ・スタドラー |
| 4   | Jan 29, 1989 | AT&Tペブルビーチナショナルプロアマ     | 66-68-73-70=277 | −11  | 1打差   | トム・カイト |
| 5   | Feb 4, 1990  | AT&Tペブルビーチナショナルプロアマ     | 67-73-69-72=281 | −7   | 2打差   | ケニー・ペリー |
| 6   | Oct 7, 1990  | H.E.B.テキサス・オープン               | 64-68-66-63=261 | −19  | 1打差   | ゲーリー・ホールバーグ |
| 7   | Oct 16, 1991 | Walt Disney World/Oldsmobile Classic   | 66-66-71-64=267 | −21  | 1打差   | デビッド・ピープルズ |
| 8   | Feb 2, 1992  | AT&Tペブルビーチナショナルプロアマ     | 69-68-68-70=275 | −13  | Playoff | ジェフ・スルーマン |
| 9   | Mar 12, 1995 | ホンダ・クラシック                     | 68-65-71-71=275 | −9   | 1打差   | ニック・ファルド |
| 10  | Sep 10, 1995 | ベル・カナディアン・オープン           | 72-67-68-67=274 | −14  | Playoff | ボブ・ローア |
| 11  | Jan 7, 1996  | メルセデス選手権                       | 68-69-66-68=271 | −17  | 3打差   | ニック・ファルド, スコット・ホーク |
| 12  | Apr 28, 1996 | Greater Greensboro Chrysler Classic    | 75-68-62-69=274 | −14  | 2打差   | ダフィー・ウォルドーフ |
| 13  | Feb 2, 1997  | AT&Tペブルビーチナショナルプロアマ     | 67-67-67-67=268 | −20  | 1打差   | デビッド・デュバル, タイガー・ウッズ |
| 14  | Feb 9, 1997  | ビュイック招待                         | 67-66-71-71=275 | −13  | 2打差   | デービッド・オグリン, ドニー・ハモンド, イェスパー・パーネビック, クレイグ・スタドラー, リー・ジャンセン, マイク・ハルバート, ダフィー・ウォルドルフ |
| 15  | Apr 12, 1998 | マスターズ                             | 74-70-68-67=279 | −9   | 1打差   | フレッド・カプルス, デビッド・デュバル |
| 16  | Jul 19, 1998 | 全英オープン                           | 72-68-72-68=280 | E    | Playoff | ブライアン・ワッツ |

### 欧州ツアー (4)
- 1987 Lawrence Batley International
- 1997 トロフィー・ランコム
- 1998 全英オープン
- 2004 ドバイ・デザート・クラシック

### 日本ツアー (2)
- 1985 フジサンケイクラシック
- 1992 東海クラシック

### その他 (11)
- 1985 Isuzu Kapalua International (unofficial PGA Tour event)
- 1986 オーストラリアン・マスターズ
- 1989 RMCC Invitational (with カーティス・ストレンジ)
- 1994 オープン・デ・アルヘンティーナ, Fred Meyer Challenge (with ジョン・クック)
- 1998 世界マッチプレー選手権 (Europe – unofficial event), Skins Game (U.S. – unofficial event)
- 1999 ワールドカップ (with タイガー・ウッズ)
- 2000 Fred Meyer Challenge (with ジョン・クック)
- 2002 Skins Game (U.S. – unofficial event)
- 2007 Champions Challenge (with マイク・リード)

### チャンピオンズツアー (2)
| Legend                                 |
| Champions Tour major championships (1) |
| Other Champions Tour (1)               |

| No. | 年月日       | トーナメント                                                     | スコア          | パー | 打差    | 2位（タイ）                           |
| --- | ------------ | ---------------------------------------------------------------- | --------------- | ---- | ------- | ------------------------------------- |
| 1   | Apr 25, 2010 | Liberty Mutual Insurance Legends of Golf (with ニック・プライス) | 62-64-62=188    | −28  | Playoff | ジョン・クック & ジョーイ・シンデラー |
| 2   | Oct 10, 2010 | シニア・プレーヤーズ選手権                                       | 68-68-69-68=273 | −7   | Playoff | マイケル・アレン                      |